# Karen Zerby
Karen Zerby, född 31 juli 1946, sedan 1997 med namnet Katherine Rianna Smith, är ledare för Familjen, och änka till samfundets grundare David Brandt Berg.